# Fernando Miguel Pérez Herranz
Fernando Miguel Pérez Herranz (1950, Navalmoral de la Sierra, Ávila) es un filósofo español inscrito en la corriente autodenominada morfologismo filosófico. Estudió en Salamanca y Valencia y se doctoró en la Universidad de Alicante con una tesis dirigida por Alberto Hidalgo Tuñón y Eduardo Ranch Sales. Ha desplegado fundamentalmente tres líneas de investigación, aparentemente dispares, pero vinculadas por el uso de metáforas matemáticas con ideas inspiradas en la topología.
La confluencia de todas esas líneas ha desembocado en el libro Ambiguus Proteus. Valor, exceso y Morfología, un estudio general sobre el ser humano. Contra los reduccionismos que lo definen como un resultado de la Naturaleza (naturalismo) o de la Sociedad (culturalismo), se propone una Idea que vincula Naturaleza y Sociedad estructurada por tres dimensiones: la horizontal del 'valor', de la fuerza de trabajo estudiada por Marx; la vertical del 'exceso' estudiada por Husserl y la esfera de conexión, el cuerpo 'morfológico' estudiado por Thom, que impone la escala racional del fenómeno humano. Estas dimensiones están conectadas por la Idea de 'ambigüedad', la característica esencial del ser humano, continuamente obligado a fijar algún tipo de identidad a través de cultos y ceremonias, pero también de humillaciones y afrentas. Fijar la ambigüedad se convierte en el argumento mismo de la vida humana.

## Primera línea de investigación: la semántica topológica
El núcleo de esta investigación filosófica es la utilización de la Topología como herramienta para la fundamentación de las ciencias morfológicas: biología, neurociencia, lingüística, etc. Pretende con esto superar el fundamento lógico, que viene utilizándose a lo largo de todo el siglo XX con los planteamientos iniciales del empirismo lógico y continuado por el éxito de su aplicación en los ordenadores. Pero los teoremas de incompletitud de Gödel habían señalado los límites de la Lógica, que, aunque muy potente desde el punto de vista sintáctico, tiene serias dificultades para enfrentarse a las cuestiones semánticas y pragmáticas. Por eso no es una herramienta adecuada para tratar los fenómenos dados en un mundo tridimensional (los estados de cosas, fenoménicos). La semántica topológica se define como antirreduccionista en ontología, siempre cauta ante la cosificación de la realidad, y como reduccionista en metodología, para evitar una actitud oscurantista y misteriosa. Pérez Herranz ha sido inspirado por la Teoría de las catástrofes de René Thom o, con más precisión, por la teoría de singularidades y bifurcaciones, siguiendo a V. I. Arnold. Thom ha escrito que sería tentador representarnos el universo semántico como una morfología cuyo sustrato es un espacio euclidiano de n dimensiones: el espacio de los estados de activación de las neuronas. La teoría del origen de las estructuras sintácticas supone que esta proyección de RN en R1 se descompone por mediación de una etapa intermedia, sobre un espacio de dimensión cuatro. Esta realización espacio-temporal es la que definirá la estructura sintáctica de la frase nuclear, que no será más que una proyección unidimensional. La geometría de esta proyección q: R4 → R1 define, por otra parte, la tipología de la lengua. Una de las tesis más fuertes de la Semántica Topológica es la hipótesis de la “jerarquización de los verbos”: los verbos quedan asociados a las distintas singularidades topológicas o “catástrofes elementales”: verbos cuspoides y verbos umbílicos. Las claves más importantes de la Semántica Topológica han quedado recogidas en el libro Lenguaje e intuición espacial (1996). Podría decirse que el morfologismo filosófico es una alternativa al empobrecimiento ontológico de la Lógica, en paralelo con el pensamiento heideggeriano, pero manteniendo una posición dentro de los límites de la razón científica.

## Segunda línea de investigación: Gnoseología, ontología y ética
Con la topología de trasfondo, Pérez Herranz ha practicado la labor del filósofo en sus dimensiones gnoseológica, ontológica y ética. Hay que destacar en gnoseología su estudio de la matemática helénica, en ontología sus reflexiones sobre la realidad virtual y el ciberespacio, y en ética su aportación a las discusiones sobre los Derechos Humanos.

## Tercera línea de investigación: el pensamiento filosófico hispano
Fernando Pérez Herranz comenzó su andadura cerca de los presupuestos del materialismo filosófico de Gustavo Bueno. Este proyecto le animó a preguntarse la razón por la que la filosofía hispana, que tuvo su momento de gloria con los filósofos-teólogos Francisco de Vitoria y Francisco Suárez, apenas han tenido sucesores hasta la obra del maestro José Ortega y Gasset. Y en esta línea se pregunta por qué desde mediados del siglo XVII el pensamiento español apenas aporta nada original ni en ciencia ni en tecnología.
Pérez Herranz ha estudiado algunos autores centrales del pensamiento hispano como Miguel de Cervantes y Baltasar Gracián y ha planteado una hipótesis sobre los problemas del atomismo y  la transustanciación para dar cuenta de lo que llama la “carencia ontológica del pensamiento español”. También se ha ocupado de José Ortega y Gasset, Eugenio Trías (a cuya obra La edad del Espíritu ha aplicado el análisis de la semántica topológica) y otros filósofos como José Luis Blasco o Gustavo Bueno y ha tratado por extenso el pensamiento hispano entre los siglos XV y XVII.
Pérez Herranz se enfrentó al materialismo filosófico, una filosofía que hasta entonces había considerado articulada por la ética. Reivindica el “cuerpo humano” como núcleo racional del pensamiento y de la praxis humana, pero que a partir de la “segunda guerra del Golfo” gira hacia la exigencia moral, entendida como el conjunto de normas que están vinculadas fundamentalmente al Estado. La conferencia de Pérez Herranz pronunciada en Murcia (2003) y publicada con el título "El sujeto diamérico: tentación epicúrea y afirmación estoica" denuncia ese giro de la ética a la moral del materialismo filosófico y es el punto de partida de un nuevo proyecto filosófico en lengua castellana a partir de la revista digital Eikasía, a cuyo consejo editorial pertenece desde su primer número.

### Selección de artículos
I) Semántica topológica
- El tiempo gnóstico. Un ejercicio de semántica topológica, Parte I
- Lenguaje e Intuición Espacial, Instituto Juan Gil-Albert, Alicante, 1996
- Argumentación y Filosofía de la Naturaleza. La argumentación «perceptiva»
- Un  modelo topológico para la conciencia: las cuatro formas originarias de conciencia

II) Ontología, gnoseología y ética
- La eliminación de la subjetividad de los fines. Platón y las matemáticas
- Hegel y el cerebro: «el ser del espíritu es un hueso»
- Realidad virtual y materialidad
- Deconstrucción de la naturaleza: Morfologismo y libre albedrío
- Sujeto expectante y globalización

III) Historia. Filosofía hispánica 
- “Del ‘Fin de la Historia’ al Pensamiento Único”
- El tercer hilo de la trama: El guerrero cristiano medieval contemplado desde El Quijote
- La ontología de El Comulgatorio de Baltasar Gracián
- Pan de Entendimiento. Variaciones sobre el cuerpo en Baltasar Gracián

### Conferencias
- “El sujeto de la globalización”
- “Hegel y el cerebro: «El ser del espíritu es un hueso”

## Premios
2015, VI Premio Juan Andrés de Ensayo e Investigación en ciendias humanas por la obra Lindos y tornadizos: El Pensamiento Hispano (siglos XV-XVII), Madrid, Verbum, 2016, otorgado por el Grupo de Investigación Humanismo-Europa.
Véase reseña Archivado el 1 de febrero de 2017 en Wayback Machine. en Eikasia 